# Aries (album)
Pour les articles homonymes, voir Aries.
Albums de Luis Miguel
América & en vivo
(1992) Romantico desde siempre
(1994)
Singles
Aries est le neuvième album studio de l'artiste mexicain Luis Miguel. Il a été publié par WEA Latina le 22 juin 1993. Après le succès commercial remporté en 1991 avec son précédent album, Romance, Luis Miguel a décidé de revenir à un style similaire à celui de ses précédents travaux, avec des ballades pop et des musiques dansantes aux influences R&B. Le disque a été produit par Luis Miguel, assisté par Kiko Cibrian, Rudy Pérez (en), David Foster et Juan Luis Guerra.
Trois singles ont été publiés pour promouvoir l'album. Les deux premiers, « Ayer » et « ''Hasta que me olvides », sont en tête du classement des Billboard Hot Latin Songs et le troisième, « Suave », atteint la neuvième place. Deux autres chansons sont sorties en tant que singles promotionnels, « Hasta el Fin » et « Tú y Yo ; toutes deux ont atteint la quatrième place du classement des Hot Latin Songs. Pour promouvoir davantage le disque, Luis Miguel a lancé la tournée Aries (en) de 1993 dans certains pays d'Amérique latine et aux États-Unis.
Aries a atteint la première place du classement Billboard Latin Pop Albums (en), où il est resté pendant 19 semaines. À l'échelle internationale, l'album a été certifié triple platine au Mexique, où il s'est vendu à plus d'un million d'exemplaires. Il a également été certifié diamant en Argentine. Aries s'est vendu à plus de deux millions d'exemplaires dans le monde entier jusqu'en 2000. À sa sortie, l'album a reçu des critiques mitigées de la part des critiques musicaux ; ils étaient divisés sur les airs de danse et les ballades, bien que la voix de Luis Miguel et les arrangements de l'album aient suscité des réactions positives. Luis Miguel a reçu plusieurs récompenses, dont le Grammy Award du meilleur album de pop latine.

## Contexte et enregistrement

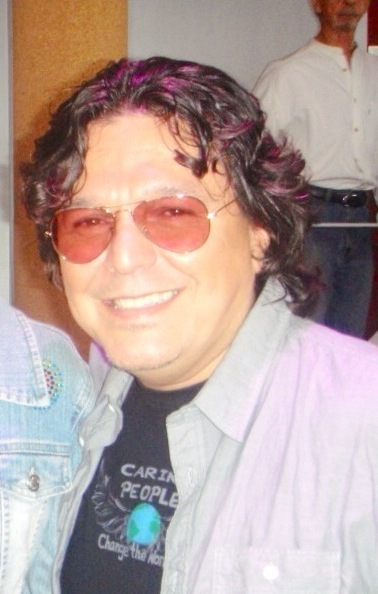
Rudy Pérez a écrit quatre des titres de l'album.

En 1991, Miguel a sorti son huitième album studio, Romance, une collection de boléros classiques, dont le plus ancien date des années 1940. L'album, produit par Armando Manzanero et arrangé par Bebu Silvetti, a été un succès commercial en Amérique latine et s'est vendu à plus de sept millions d'exemplaires dans le monde,. Il a ravivé l'intérêt pour le genre du boléro et a été le premier disque d'un artiste hispanophone à être certifié or au Brésil, à Taiwan et aux États-Unis. Malgré le succès de l'album, Miguel ne voulait pas sortir un disque de suivi similaire à Romance. Lorsqu'on lui a demandé pourquoi il avait choisi de ne pas enregistrer plus de boléros, il a répondu : « Je voulais essayer ma musique, en oubliant un peu ces boléros que tout le monde connaît ». Il a commencé à travailler avec les compositeurs pour l'album un an avant d'enregistrer en studio en 1992 ; selon les mots de Miguel, il voulait « discuter des œuvres, des thèmes et des mélodies ; ... La création d'un album doit faire partie de moi, sinon je ne serais pas capable de l'interpréter, ou de chanter dedans ».
Le 24 août 1992, le journal mexicain El Siglo de Torreón a rapporté que Miguel avait commencé à collaborer avec David Foster et Juan Carlos Calderón sur certaines compositions, ainsi qu'avec des compositeurs anglophones, et à sélectionner des reprises pour l'album. Il a également bénéficié de l'aide du compositeur cubain Rudy Pérez et du chanteur-compositeur dominicain Juan Luis Guerra pour l'écriture des chansons. L'enregistrement a commencé le 4 juillet 1992. Miguel a eu du mal à trouver un producteur approprié pour le disque ; il a d'abord travaillé avec l'ingénieur du son américain Bruce Swedien, mais a décidé de réenregistrer l'ensemble de l'album après des désaccords avec la direction de Swedien. N'ayant pu trouver un producteur, il a décidé de coproduire l'album avec son associée de longue date, Kiko Cibrian. L'enregistrement de l'album a pris près d'un an et a été affecté par plusieurs complications, notamment son budget élevé de plus de 1,5 million de dollars, la mort de son père et une appendicectomie. Miguel a annoncé que le nom de l'album serait Aries lors d'une présentation au Festival Acapulco de 1993. À propos du nom de l'album, il a déclaré : « Cet album exprime mon moi personnel. J'ai eu beaucoup à faire. J'ai tout produit et je voulais m'amuser, prendre ce que j'aime, et quoi de mieux que le signe du zodiaque représentant ce que l'on est ».

## Composition
Aries est composé de dix titres, dont six sont des ballades à thème romantique. Le reste de l'album se compose de quatre morceaux dansants que le rédacteur en chef du San Antonio Express-News, Ramiro Burr, décrit comme des influences pop groove et R&B, et les compare aux enregistrements précédents de Miguel avant Romance,. Selon Miguel, le mélange de ballades et de musique rythmée a été fait pour « garder une ligne musicale stable » car il ne voulait pas que sa musique soit méconnaissable. Les airs de danse « Suave », « Dame Tu Amor » et « Que Nivel de Mujer » sont « optimistes, avec beaucoup de cuivres, des numéros d'attitude » tandis que « Luz Verde » incorpore du hip hop latin et du R&B. « Suave » présente un solo de saxophone du musicien américain Kirk Whalum et « Que Nivel de Mujer » est une adaptation en espagnol d' « Attitude Dance » du groupe américain Tower of Power. Les membres du groupe ont assisté à la section des cuivres dans la chanson, qui était dirigée par l'un de ses membres principaux, Emilio Castillo. Miguel a déclaré avoir inclus la chanson du groupe sur l'album en raison de son goût pour le R&B des années 1970, citant le groupe comme l'une de ses influences musicales.
« Ayer » est une reprise en espagnol de l'instrumental « All That My Heart Can Hold » de David Foster, avec des paroles supplémentaires de Rudy Pérez,. Ramiro Burr a caractérisé la chanson comme une « ballade luxuriante chantée par Miguel dans son style romantique qui transmet simultanément la fierté et la douleur ». De même, John Lannert a écrit pour le Sun-Sentinel que le morceau était comparable à la « muse lyrique clairsemée et au fond musical lisse » de Romance. Lannert a également qualifié la composition de Juan Luis Guerra « Hasta Que Me Olvides » d'« ode d'amour pleine d'émotion » et a qualifié « Me Niego Estar Solo » et « Hasta El Fin » de « confessions désespérées sur le fait d'être sans amour ». Achy Obejas du Chicago Tribune a qualifié les ballades « Hasta El Fin » et « Tú y Yo » de « récit luxuriant et lents of love lost ».

## Singles et promotion
Ayer est sorti en tant que premier single d'Aries le 17 mai 1993. Il a atteint la première place du classement Billboard Hot Latin Songs aux États-Unis la semaine du 17 juillet 1993, et y est resté pendant trois semaines. Les trois vidéoclips d'Ayer ont été réalisés respectivement par Benny Corral, Rubén Galindo et Gustavo Garzón (en). Les clips ont été filmés dans un hôtel particulier de Mexico. Ayer a terminé l'année 1993 comme la sixième meilleure chanson latine de l'année aux États-Unis. Le deuxième single de l'album, Hasta Que Me Olvides", est sorti en août 1993 et a atteint la première place du classement des Hot Latin Songs la semaine du 23 octobre, et y est resté pendant trois semaines. Le troisième single de l'album, Suave", est sorti en septembre 1993 et a atteint la neuvième place du Hot Latin Songs,. Son clip vidéo a été réalisé par Kiko Guerrero et montre Miguel dansant avec plusieurs femmes sur une plage. Hasta el Fin et "Tú y Yo" sont sortis en tant que singles promotionnels aux États-Unis et ont tous deux atteint la quatrième place du hit-parade des Hot Latin Songs,. Pensar en Ti" a été diffusé au Mexique, tandis que Me Niego a Estar Solo est sorti en tant que single promotionnel en Espagne en 1993.
Pour promouvoir l'album, Miguel a commencé sa tournée Aries (en) le 29 mai au festival d'Acapulco au Mexique en 1993. Après ses représentations au Mexique, il a fait une tournée dans plusieurs pays d'Amérique latine, en commençant par l'Argentine, puis s'est produit aux États-Unis. Sa setlist se composait principalement de chansons pop et de ballades d'Aries et de sa carrière antérieure, ainsi que de boléros du Romance, qu'il a interprétés pendant la seconde moitié des concerts.

## Accueil et récompenses
À sa sortie, Aries a reçu des réactions mitigées de la part des critiques musicaux. Jose F. Promis, rédacteur en chef d'AllMusic, a attribué à l'album 2,5 étoiles sur cinq et a trouvé les ballades « parfois un peu trop sirupeuses ». Il a complimenté certains airs de danse tels que Suave et Dame Tu Amor, mais a déclaré que Luz Verde était une « tentative quelque peu dépassée de R&B hip-hop latin du début des années 1990 ». Un journaliste musical du magazine Billboard a écrit une critique favorable d'Aries, affirmant que Miguel « troque les boléros nostalgiques contre un ensemble élégant et moderne » et a qualifié Ayer de « morceau de transition parfait de Romance ». Le critique musical du Chicago Tribune, Achy Obejas, a attribué au disque 2,5 étoiles sur quatre, le qualifiant de « sorte de terrain d'entente entre la romance et ses ballades luxuriantes, et la pop rebondissante de 20 Años, son antécédent immédiat ». Il a fait l'éloge de la voix de Miguel comme étant « merveilleusement nuancée et dramatique », et a déclaré que les ballades « fonctionnent » pour la plupart, mais que « les airs rythmés tombent à plat la plupart du temps ». Enrique Lopetegui du Los Angeles Times a attribué trois étoiles sur quatre à l'album ; il a salué l'inclusion par Miguel d'« éléments sains de jazz et de funk dans son sonorité raffinée » et a déclaré qu'il « revient en territoire familier accompagné de ses superbes arrangements et de son sens musical habituels ».
Lors de la 36e édition des Grammy Awards en 1994, Miguel a remporté le Grammy Award du meilleur album de pop latine pour Aries. Lors de la 6e édition des Lo Nuestro Awards, la même année, l'album a remporté le prix de l'album pop de l'année et Miguel a été nommé artiste masculin pop de l'année. Il a également reçu deux nominations dans la catégorie de la chanson pop de l'année pour Hasta Que Me Olvides et Ayer ; ce dernier titre a également été nommé pour le vidéo-clip de l'année. Lors de la cérémonie inaugurale des Billboard Latin Music Awards en 1994, Miguel a reçu deux prix, dont celui de l'album pop de l'année et celui de l'artiste masculin pop de l'année. Il a reçu les prix du meilleur chanteur masculin, du meilleur spectacle masculin pour la tournée et du meilleur disque pour l'album aux Eres awards de 1994.

## Ventes
Aries est sorti au niveau international le 22 juin 1993, bien que des cassettes pirates de l'album aient été vendues à un dollar au Mexique dix jours avant la sortie officielle. WEA Latina a préparé 500 000 copies pour être distribuées à la date de sortie, mais après avoir découvert que des copies légitimes du disque compact étaient déjà vendues sur le marché pirate, ils ont découvert que seulement 300 000 unités étaient stockées dans leur entrepôt. WEA Latina a répondu à la piraterie en faisant jouer l'album entier par une station de radio mexicaine quelques jours avant sa sortie. Au Mexique, l'album a été certifié triple platine ; il s'est vendu à plus d'un million d'exemplaires dans le pays,. Aux États-Unis, il a fait ses débuts et a atteint la deuxième place du Billboard Top Latin Albums, derrière l'album Mi Tierra (en) de Gloria Estefan. Aries est resté dans cette position jusqu'à ce qu'il soit remplacé par l'album Love and Liberté (en) des Gipsy Kings vingt semaines plus tard.
Aries a atteint la première place du Billboard Latin Pop Albums (en) et est resté au sommet pendant 19 semaines. Il a terminé l'année 1993 comme le deuxième album de pop latine le plus vendu aux États-Unis après Romance. En Argentine, l'album a atteint la deuxième place du classement des albums et a été certifié diamant par la Cámara Argentina de Productores de Fonogramas y Videogramas pour des ventes de 500 000 exemplaires,. Ailleurs en Amérique du Sud, l'album a atteint la première place du classement des albums chiliens et a été certifié platine en Colombie,. Aries s'est vendu à plus de deux millions d'exemplaires dans le monde entier jusqu'en 2000.

## Liste des titres
La production est de Luis Miguel
| No  | Titre                 | Auteur                                         | Durée |
| --- | --------------------- | ---------------------------------------------- | ----- |
| 1.  | Suave                 | Kiko Cibrian, Orlando Castro                   | 4:47  |
| 2.  | Me niego a estar solo | Rudy Pérez                                     | 4:17  |
| 3.  | Luz verde             | Rudy Pérez                                     | 4:59  |
| 4.  | Hasta el fin          | Kiko Cibrian                                   | 4:49  |
| 5.  | Ayer                  | David Foster, Jeremy Lubbock, Rudy Pérez       | 3:25  |
| 6.  | Qué nivel de mujer    | Emilio Castillo, Orlando Castro, Stephen Kupka | 4:28  |
| 7.  | Pensar en ti          | Francisco Céspedes                             | 4:15  |
| 8.  | Dame tu amor          | Kiko Cibrian, Adrién Possé                     | 3:23  |
| 9.  | Hasta que me olvides  | Juan Luis Guerra                               | 4:40  |
| 10. | Tú y yo               | Jorge Calandrelli, Rudy Pérez                  | 4:50  |

## Personnel
Adapté de AllMusic

### Production
- Mauricio Abaroa - producteur exécutif
- Jim Champagne - assistant ingénieur et mixage
- Cartel Disenadores - design
- Benny Faccone - ingénieur et mixage
- Alfredo Gatica - direction artistique
- Humberto Gatica - mixage
- Bernie Grundman - mastering
- Noel Hazen - assistant ingénieur et mixage
- Kimm James - assistant ingénieur et mixage
- Ezra Kliger - chef d'orchestre, coordination production, violon
- Paul McKenna - mixage
- Brian Pollack - assistant ingénieur et mixage
- Jose L. Quintana - coordination, coordination production
- Carlos Somonte - photographie

## Classements

### Hebdomadaires
| Hitparade (1993-1994)       | Meilleur classement | Réf.   |
| --------------------------- | ------------------- | ------ |
| Argentine (CAPIF)           | 2                   | [ 42 ] |
| Chile (IFPI)                | 1                   | [ 44 ] |
| États-Unis Billboard 200    | 182                 | [ 49 ] |
| États-Unis Top Latin Albums | 2                   | [ 50 ] |
| États-Unis Latin Pop Albums | 1                   | [ 51 ] |

### Annuels
| Hitparade (1993)                       | Classement | Réf.   |
| -------------------------------------- | ---------- | ------ |
| États-Unis Latin Pop Albums (Billboard | 2          | [ 41 ] |

| Hitparade (1994)                        | Classement | Réf.   |
| --------------------------------------- | ---------- | ------ |
| États-Unis Top Latin Albums (Billboard) | 14         | [ 52 ] |
| États-Unis Latin Pop Albums (Billboard  | 9          | [ 52 ] |